# Pomnik Bachusa w Zielonej Górze
Pomnik Bachusa w Zielonej Górze – pomnik rzymskiego bożka wina, urodzaju i rozpusty dłuta krakowskich rzeźbiarzy Jacka Gruszeckiego i Roberta Dyrcza odsłonięty w Zielonej Górze w 2010.

## Lokalizacja
Rzeźba została ustawiona w centrum miasta na deptaku u zbiegu ulic Kupieckiej i Żeromskiego z al. Niepodległości.

## Opis pomnika
Pomnik przedstawia Bachusa w postaci młodego mężczyzny w wieńcu z winorośli siedzącego na beczce z winem; w jednej z dłoni bożek trzyma szarfę z zielonogórskim herbem. Postać Bachusa została wykonana z brązu, waży ponad 600 kilogramów i liczy ponad 2 metry wysokości. Usytuowano ją na dwustopniowym, 1,5- metrowym postumencie.

## Bachusiki

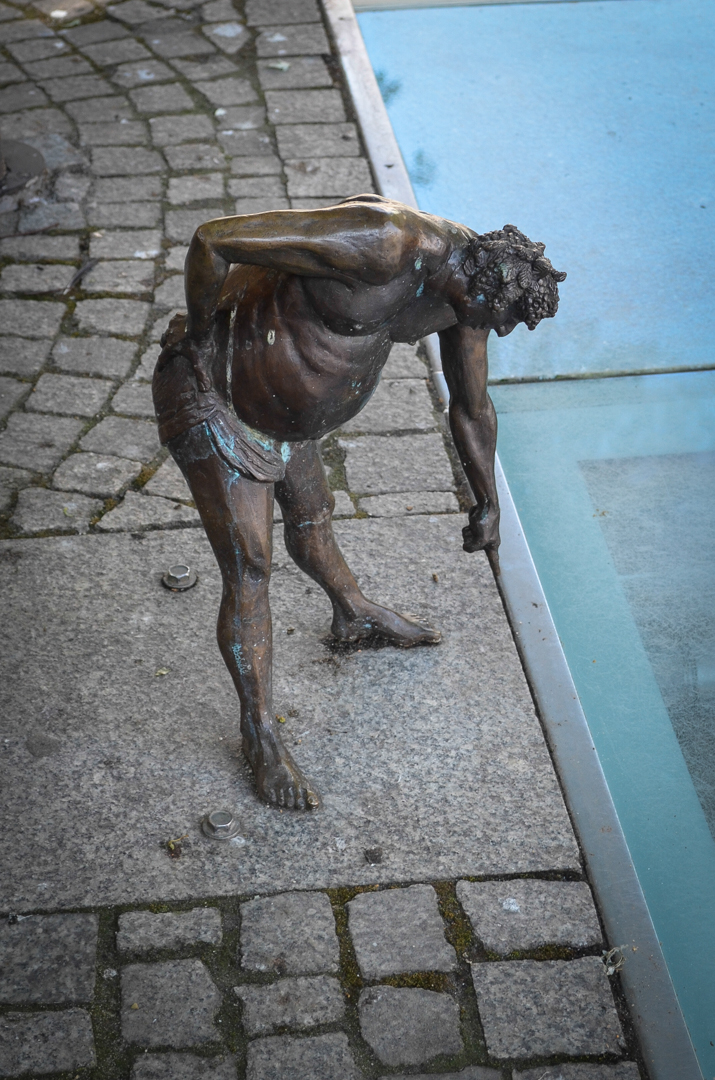
Bachusik Ciekawek

Pomnik Bachusa zapoczątkował serię niedużych, wielkości ok. 30 cm, Bachusików ustawianych w różnych miejscach miasta. Pomysłodawcą ich powstania był redaktor Gazety Lubuskiej Tomasz Czyżniewski. Pierwsze dwa zostały zamontowane 2 września 2010. Do czerwca 2025 powstało ich 77, w tym 5 figurek bachantek. W mieście powstał Szlak Bachuskiów. Figurki swoim wyglądem nawiązują do winiarskich tradycji miasta i często są fundowane przez stowarzyszenia, firmy lub osoby prywatne. Elementy charakterystyczne figurek to beczki, kielichy, kiście winogron, a także pokrycie głowy elementami winnej latorośli. Ich autorami są miejscowi rzeźbiarze: Małgorzata Bukowicz, Artur Wochniak, Robert Tomak i Andrzej Moskaluk. Bachusiki są jedną z atrakcji Zielonej Góry, wszystkie tworzą szlak, którym można podążać. Organizowane są specjalne wycieczki szlakiem bachusików,  wydawane mapy dla turystów, którzy chcą połączyć poszukiwanie kolejnych figurek ze zwiedzaniem Zielonej Góry.